# Великан (фильм)
«Великан» (англ. The Mighty) — американский фильм режиссёра Питера Челсома.

## Сюжет
Неожиданная встреча мистическим образом изменила судьбы двух одиноких школьников. Они были абсолютно не похожи друг на друга: Макс — молчаливый, застенчивый и неуклюжий гигант и Кевин по кличке «Фрик» — маленький, сообразительный и неизлечимо больной.
В своем классе оба мальчика служили постоянными объектами всеобщих насмешек и издевательств. И тогда они решили противостоять несправедливости, объединившись в единое целое — в отважного и могучего рыцаря-великана.
Обмениваясь рождественскими подарками, Фрик даёт Максу книгу с чистыми страницами и просит друга писать в ней. Той же ночью Фрик умирает во сне из-за проблем с сердцем, когда на следующее утро Макс узнаёт об этом, то пытается догнать «скорую помощь» с умирающим Фриком.
В следующие недели Макс продолжает посещать школу, но проводит свободное время в подвале, даже пропуская похороны Фрика и видя, как Гвен, его мама, уезжает. Вдохновлённый их дружбой, Макс вспоминает Фрика и все приключения, которые у них были, поэтому он решает записать всё в дневнике с белыми страницами, который Фрик подарил ему на Рождество. Макс преодолевает творческий кризис, дописывает книгу и на последней странице помещает иллюстрацию к могиле короля Артура с надписью «Здесь лежит король Артур, король былого и грядущего», дабы символизировать свою веру в то, что он снова увидит Фрика. Затем Макс берёт орнитоптер Фрика и заводит его, заставляя летать. Когда орнитоптер улетает, слышны слова Макса:
«И к тому времени, когда мы доберёмся сюда, что, я думаю, должно быть концом, вы узнаете историю могущественного Фрика, который убивал драконов, спасал девушек и поднимался над миром».

## В ролях
- Шэрон Стоун — Гвен Диллон
- Элден Хенсон — Максвелл Кейн
- Киран Калкин — Кевин Диллон
- Гарри Дин Стэнтон — Грим
- Джина Роулендс — Грэм
- Джиллиан Андерсон — Лоретта Ли
- Мит Лоуф — Игги
- Дженифер Льюис — миссис Эддисон
- Джеймс Гандольфини — Кенни Кейн
- Дуглас Биссет — бездомный

## Награды
- Золотой глобус
  - 1999 — номинация — Лучшая актриса второго плана: Шэрон Стоун
  - 1999 — номинация — Лучшая песня: Стинг — «Freak, The Mighty»
- Young Artist Awards
  - 1999 — номинация — Лучший семейный фильм драма
  - 1999 — номинация — Лучший молодой актёр в семейном фильме: Киран Калкин
- Las Vegas Film Critics Society Awards
  - 1998: Лучшая песня: Стинг — «Freak, The Mighty»
- Giffoni Film Festival
  - 1998 — Grifone d’argento: Питер Челсом
  - 1998 — Приз Молодёжного жюри: Питер Челсом